# Heinrich und Gertrud Meister-Zingg
Heinrich Meister (* 7. Juli 1894 in Binningen; † 11. April 1972 in Dübendorf) und Gertrud Meister-Zingg (* 2. August 1898 in Bern; † 2. März 1984 in Uster) waren ein Schweizer Keramiker-Paar.

## Leben
Heinrich (auch Heinz oder Heinz-Tobias) Meister, wuchs in Münster, Elsass auf. Seine Matura legte er in Colmar. Ab 1912 verfolgte er ein Architekturstudium an der ETH Zürich. Dort lernte er seinen späteren Geschäftspartner, Josef Kövessi aus Debrecen (Ungarn), kennen, der Staatswissenschaften studierte und eine Dissertation über die Tonwarenindustrie in der Schweiz verfasste. 1919 brach Heinrich Meister das Studium ab und begann in der Kunsttöpferei Wächter in Feldmeilen, zusammen mit Josef Kövessi, ein keramisches Praktikum. 1920 gründeten sie, zusammen mit Albert Meister, dem Onkel von Heinrich, die «Kunstkeramik Werkstatt A. Meister» in Stettbach, einem Ortsteil von Dübendorf.
1922 stiess die Keramikmalerin Gertrud Zingg aus Bern dazu. Sie hatte an der Gewerbeschule in Bern, u. a. bei Jakob Hermanns, von 1914 bis 1918 die Ausbildung zur Keramikerin gemacht. Heinrich Meister und Gertrud Zingg heirateten 1924. In Stettbach leitete sie die Malabteilung.
Nach dem Abgang von Onkel Albert und Josef Kövessi, kam es 1925 zur Neugründung der Firma «Kunstkeramikwerkstatt Meister & Cie.» In den Dreissigerjahren erfolgte eine erste Blütezeit der Firma. Exporterfolge nach dem europäischen Ausland und nach Übersee setzten ein. Einer der ersten Töpferlehrlinge im Betrieb war Benno Geiger, der 1935 bis 1959 die kunstkeramische Abteilung der Tonwarenfabrik Aedermannsdorf leitete und 1941 die Leitung der Kantonalen Keramischen Fachschule in Bern übernahm.
1926 erfolgte die Aufnahme von Heinrich und Gertrud Meister in den Schweizerischen Werkbund SWB. Heinrich Meister wurde Mitglied im Vorstand der Sektion Zürich. Gertrud Meister-Zingg war zudem Mitglied bei der Gesellschaft Schweizer Malerinnen, Bildhauerinnen und Kunstgewerblerinnen (GSMBK). Ab ca. 1930 bis 1959 amtierte Heinrich Meister als Präsident des Verbandes Schweizerischer Töpfermeister und Tonwarenfabrikanten, der 1959 von der Arbeitsgemeinschaft Schweizerischer Keramiker AKS abgelöst wurde, zu dessen Gründungsmitgliedern Heinrich Meister zählte.
Nach dem Zweiten Weltkrieg kam es zu einem erneuten Aufschwung des Betriebs. Bis zu 20 Mitarbeitende waren beschäftigt. Am 2. Internationalen Keramischen Kongress in Zürich 1950 hielt Heinrich Meister eines der Hauptreferate, über die Geschichte der Schweizer Keramik. 
Ende der 1950er Jahre beschäftigte sich Heinrich Meister mit dem Plan, anstelle des Betriebs eine Einrichtung der praktischen Erwachsenenbildung als Zweig der Migros-Klubschule einzurichten. Die Pläne zerschlugen sich und 1961 erfolgte altershalber und wegen nachlassender Nachfrage die Schliessung des Betriebs.

## Werk
Heinrich und Gertrud Meister-Zingg gehören zur «zweiten Generation der modernen Schweizer Keramiker», die sich durch ein vielfältiges Experimentieren mit Formen, Farben und Dekors auszeichnet. Als Quereinsteiger wurde Heinrich Meister zu einem international anerkannten «Modeschöpfer» der Keramik. Er kreierte Formen von seltener Originalität und Frische.
Zu den gebräuchlichsten Erzeugnissen gehörten Vasen, Lampenkörper für die Inneneinrichtung und Gebrauchskeramiken wie Schalen, Krüge etc. Gertrud modellierte nebst ihrer Malertätigkeit viel Figürliches. 
Eine Auswahl an Meister-Keramiken ist im Sammlungszentrum des Schweizerischen Nationalmuseums in Affoltern am Albis und im Museum für Gestaltung Zürich der ZHDK in Zürich aufbewahrt. 

## Ausstellungen
- Weese, E. Maria und Heinz Meister, Keramische Ausstellung, 6. Juli bis 10. August 1924, Kunstgewerbemuseum Zürich
- Schweizerische Landesausstellung "Landi", Keramischer Pavillon, 1939, Zürich
- «Den Meister zeigen» – Objekte aus der Sammlung Erika Munz und historische Dokumente aus dem Geschäfts- und Familienarchiv Meister. 26. September bis 18. Oktober 2014, Reformiertes Kirchgemeindezentrum, Dübendorf.